# Deregündüzlü, Çorlu
Deregündüzlü là một xã thuộc huyện Çorlu, tỉnh Tekirdağ, Thổ Nhĩ Kỳ. Dân số thời điểm năm 2011 là 80 người.